# Glyptemys insculpta
La tortuga de bosc (Glyptemys insculpta) és una espècie de tortuga de la família dels emídids (Emydidae) endèmica d'Amèrica del Nord. Comparteix el gènere Glyptemys només amb una altra espècie, Glyptemys muhlenbergii.
La tortuga de bosc es troba en una àmplia àrea des de Nova Escòcia, fins a Minnesota per l'oest i Virgínia al sud. En èpoques de glaceres va haver de desplaçar-se cap al sud i s'han trobat restes dels seus esquelets tan llunyans com a Geòrgia.

## Característiques
La closca de la tortuga de bosc arriba a mesurar entre 14 i 20 cm, i es caracteritza pels patrons piramidals de la seva part superior. Morfològicament és similar a la Glyptemys muhlenbergii, Clemmys guttata, i Emys blandingii.

## Història natural
Passa gran part del seu temps als voltants de l'aigua, i prefereix els rierols clars amb fons sorrencs i poc profunds. Com indica el seu nom també es pot trobar a aquest tortuga d'estany en els boscos i herbassars, encara que rarament s'allunya més d'uns centenars de metres de l'aigua. És una espècie diürna i no es mostra clarament territorial. Passa l'hivern en hibernació i també estiven en els períodes més calorosos de l'estiu.
La tortuga de bosc és omnívora i pot alimentar-se tant a terra com en l'aigua. Com a mitjana aquesta tortuga es desplaça uns 108 m diaris. Els humans són la seva principal amenaça i provoquen un gran nombre de morts en destruir els seus hàbitats, en atropellaments de trànsit i durant les tasques agrícoles, i també es redueixen les seves poblacions pel col·leccionisme il·legal. La tortuga de bosc pot arribar a viure 40 anys en la naturalesa i 58 en captivitat.